# Vojaški ordinariat Ugande
Vojaški ordinariat Ugande je rimskokatoliški vojaški ordinariat, ki je vrhovna cerkveno-verska organizacija in skrbi za pripadnike Ugandske ljudske obrambne sile.
Sedež ordinariata je v Mbali.

## Škofje
- Cipriano Biyehima Kihangire (20. januar 1964 - 1985)
- James Odongo (5. januar 1985 - danes)